# Sojuz 21
Sojuz 21 (ryska: Союз-21) var en flygning i det sovjetiska rymdprogrammet. Farkosten sköts upp med en Sojuz-raket från Kosmodromen i Bajkonur den 6 juli 1976. Man dockade med Saljut 5 den 7 juli 1976. Farkosten lämnade rymdstationen den 24 augusti 1976, några timmar senare återinträdde den i jordens atmosfär och landade i Sovjetunionen.
Första besättningen ombord på Saljut 5.